# Gleofilo Vlijter
Gleofilo Sabrino Rudewald Hasselbaink Vlijter (Paramaribo, 17 de septiembre de 1999) es un futbolista surinamés que juega como delantero en el Újpest F. C. de la Nemzeti Bajnokság I. Es internacional absoluto con Surinam.

## Trayectoria
Vlijter comenzó su carrera con SV Robinhood de la SVB Hoofdklasse, el nivel más alto de fútbol en Surinam. Estuvo en el club al menos desde diciembre de 2013. En mayo de 2014, fue invitado a una clínica de fútbol en Surinam patrocinada por el Chelsea.
En enero de 2015, mientras era miembro de la Academia de Fútbol Phoenix All Stars en Jamaica, Vlijter viajó a Europa por primera vez cuando fue invitado a un juicio con el club belga de la Primera División KRC Genk. En ese momento recibió una carta de recomendación del club para solicitar una visa. Sin embargo, un acuerdo con ese club y otro con KV Oostende fracasó y el jugador regresó a Surinam.
En octubre de 2016 se anunció que Vlijter y su compañero internacional juvenil surinamés Ayad Godlieb estaban siendo juzgados con el Feyenoord Rotterdam de la Eredivisie neerlandesa. Se esperaba que firmaran un contrato con la academia del club en enero de 2017 si podían obtener visas de trabajo. La pareja de jugadores probó por primera vez con el club en septiembre de 2016 mientras todavía jugaba para SV Robinhood en Surinam.
El 9 de enero de 2018 firmó para el equipo juvenil de Ironi Kiryat Shmona por el resto de la temporada con una opción de club por otros tres años.
Después de una temporada con el club israelí en el que era principalmente miembro del equipo de reserva, firmó con el FC Torpedo Kutaisi de la Liga Georgiana Erovnuli. Se unió cuando el equipo se preparaba para entrar en la ronda preliminar de la UEFA Champions League 2018-19.
En agosto de 2019 se anunció que Vlijter había firmado un contrato de dos años con Aris Limassol FC de la Segunda División chipriota.

## Selección nacional
Vlijter representó a Surinam en los niveles sub-15 y sub-16. Durante un torneo sub-15 celebrado en la Guayana Francesa a finales de 2013, el cuerpo técnico lo identificó como uno de los cuatro jugadores que más impresionó. Hizo su debut internacional en la mayor a los 15 años el 30 de abril de 2015 en un amistoso contra Guyana.

## Clubes
| Club              | País      | Año       |
| ----------------- | --------- | --------- |
| S. V. Robinhood   | Surinam   | 2016-2018 |
| Torpedo Kutaisi   | Georgia   | 2018      |
| Aris Limassol     | Chipre    | 2019      |
| Beitar Jerusalem  | Israel    | 2020-2022 |
| Hapoel Ramat Gan  | Israel    | 2022-2023 |
| Doxa Katokopias   | Chipre    | 2023      |
| Vaasan Palloseura | Finlandia | 2024      |
| OFK Belgrado      | Serbia    | 2024-2025 |
| Újpest F. C.      | Hungría   | 2025-act. |